# Арво Пярт
Арво Пярт (ест. Arvo Pärt, 11 вересня 1935, Пайде, Естонія) — сучасний естонський композитор.

## Біографія
Народився в Пайде (ест. Paide), поблизу Таллінна 11 вересня 1935 року. В 1957 році закінчив Талліннську консерваторію по класу композиції у Г. Еллера (Heino Eller). До 1968 року працював звукорежисером Естонського радіо. З 1964 року Пярт вперше використовує в своїх творах техніку колажу. Приблизно в цей же час у його музиці проявляються релігійні мотиви. З міркувань цензурного порядку деякі з його творів виконувалися під вигаданими назвами.
У 1979 році Пярт емігрує з СРСР. Живе спочатку у Відні, де підписує договір з Universal Edition, а потім, завдяки стипендії DAAD, опиняється в Берліні, де живе і пише твори для клавішних інструментів, інструментальних складів, вокальну і хорову музику.
Перейшов з лютеранства у православ'я. У хрещенні — Арефа.

## Твори

### Для голосів та оркестру
- Наш сад («Meie aed»), кантата для дитячого хору і оркестру (1959/2003)
- Credo для фортепіано, хору і оркестру (1968)
- Te Deum для хору, струнного оркестру и магнітофонного запису (1984-5, ред. 1992)
- Берлінська меса, для хору і органу або струнного оркестру (1992)
- Літанія для солістів, хору і  оркестру (1994)
- Як лань прагне [до водних потоків] (ісп. Como cierva sedienta), для сопрано, хору і оркестру (1998)

### Для голосу і ансамблю
- На ріках вавилонських (нім. An Den Wassern zu Babel), для солістів або хору і органу або ансамблю (1976/1984)
- De profundis (Псалом 129) для хору, ударних та органу (1980)
- Страсті за Йоаном, для солістів, вокального ансамблю, хору та інструментального ансамблю (1982)
- Stabat Mater, для трьох солістів та струнного тріо (1985)
- Miserere (Псалом 50), для соліста, хору та ансамблю (1989)
- Дві колискові (Zwei Wiegenlieder), для двох жіночих голосів и фортепіано (2002)

### Для хору (і органу)
- Силабічна меса (лат. Missa syllabica), для хору і органу (1977)
- Магніфікат, для хору (1989)
- Богородице Діво, радуйся, для хору (1990)
- Блаженства (англ. Beatitudes, 1990; 2-га лат. редакція — 2001), для мішаного хору і органу
- Я виноградна лоза правдива (англ. I am the true vine), для мішаного хору a cappella (1996)
- Трідіум (Triodion), для хору (1998)
- Мир тобі, Єрусалиме (англ. Peace upon you, Jerusalem), для жіночого хору (2002)
- Salve Regina, для мішаного хору та органу (2002)
- Da pacem Domine ( Дай миру Господи), для мішаного хору  та солістів a cappella (2004)
- Гімн для оксфордського коледжу Св. Йоана (2005)

### Оркестрові твори
- Некролог, для оркестру op.5 (1960)
- Симфонія № 1 «Поліфонічна», op.9 (1963)
- Perpetuum mobile, для оркестру op.10 (1963)
- Симфонія № 2 (1966)
- Симфонія № 3 (1971)
- Якби Бах розводив бджіл (нім. Wenn Bach Bienen gezüchtet hätte), для фортепіано, духового квінтету, струнного оркестру і ударних (1976)
- Fratres для камерного ансамблю (1976 и пізніше, написано багато версій)
- Arbos для мідних духових та ударних (1977/1986)
- Cantus (пам’яті Бенджаміна Бріттена), для струнного оркестру та дзвону(1977)
- Симфонія № 4 «Лос-Анджелес» (2008)
- Для інструментів і оркестру
- Колаж на B-A-C-H (фр. Collage sur B-A-C-H), для гобоя, струнного оркестру, клавесину і фортепіано (1964)
- Маленький концерт на B-A-C-H (нім. Concerto piccolo über B-A-C-H), для труби, струнного оркестру, клавесину і фортепіано (1964)
- Pro et contra, концерт для віолончелі і оркестру (1966, для Мстислава Ростроповича)
- Tabula rasa, подвійний концерт для двох скрипок, струнного оркестру і підготовленого фортепіано (1977)
- Дозвольте… (нім. Darf ich), для скрипки, дзвону  in Cis (ad lib.) і струнного оркестру (1995/1999)
- Lamentate. Данина поваги  А.Капуру і його скульптурі Марсій, для фортепіано з оркестром (2002)

### Музика до кінофільмів та мультфільмів
- «З вечора до ранку» (1962, короткометражний)
- «Маленький моторолер» (1962, ляльковий мультфільм)
- «Так точно» (1963, ляльковий мультфільм)
- «Оператор Кипс у країні грибів» (1964, ляльковий мультфільм)
- «Останній сажотрус» (1964, ляльковий мультфільм)
- «Молочник із Мяекюла» (1965)
- «Кішки-мишки» (1965, ляльковий мультфільм)
- «Нові пригоди оператора Кипса» або «Оператор Кипс у ягідному лісі» (1965, ляльковий мультфільм)
- «За горами, за морями» (1967, ляльковий мультфільм)
- «Оператор Кипс на безлюдному острові» (1968, ляльковий мультфільм)
- «Оператор Кипс у царстві каміння» (1968, ляльковий мультфільм)
- «Атомік і ділки (Атомік у небезпеці)» (1970, мультфільм)
- «Хто? Що? Де?» (1970, мультфільм)
- «Атомік» (1971, мультфільм)
- «От так чемпіони!» (1971, ляльковий мультфільм)
- «М'ячики» (1972, ляльковий мультфільм)
- «Підводні друзі» (1973, ляльковий мультфільм)
- «Кольорові олівці» (1973, мультфільм)
- «Такі справи» (1973, мультфільм)
- «Джерело у лісі» (1973)
- «Де ростуть зірочки» (1974, мультфільм)
- «Сестриці» (1974, ляльковий мультфільм)
- «Кольорові сни» (1974)
- «Діаманти для диктатури пролетаріату» (1975)
- «Дізнання пілота Піркса» (1978)
- «Рай» (англ. Heaven) (2002)
- «Джеррі» (англ. Gerry) (2002, США)
- «Вигнання» (2007, реж. А. Звягінцев)
- «Ходорковський» (2011, документальний, Німеччина)
- «Маєток» (2019, Франція) та інші...

## Звання та нагороди
За свою творчість композитор удостоєний численних нагород і звань. Серед них звання почесного доктора Музичної академії Таллінна і університету Тарту, почесне членство Королівської шведської музичної академії, премія ТРІУМФ в Москві, премія Grammy в категорії «найкращий сучасний твір» за «Канон покаянен» для змішаного хору.
На честь композитора названо астероїд 4087 Пярт.
Має також нагороди:
- Орден Державного герба 1 ступеня
- Орден Державного герба 2 ступеня